# زبان تریفیت
آمازیغ یا بربری تریفیت یک زبان بربری است که در منطقه ریف در شمال مراکش گفتگو می‌شود. این زبان حدود ۱٬۲۷۱٬۰۰۰ نفر گویشور دارد مردم ریفی بیشتر در استان‌های حسیمه، ناظور و دریوش زنگی می‌کنند. تریفیت تحت تأثیر فراوان زبان عربی است و حدود ۵۱٫۷٪ از تمامی واژگان این زبان وام‌واژه هستند.